# Карамишев Дмитро Васильович
Карамишев Дмитро Васильович (нар. 10 вересня 1970, Харків) — фахівець з державного управління та управління суспільним розвитком, доктор наук з державного управління (2007), професор (2012). Автор понад 250 наукових публікацій та 3 державних патентів на винахід.

## Освіта
1993 рік — закінчив Харківський медичний інститут; лікувальна справа, лікар; 2003 рік — Харківський регіональний інститут державного управління Української Академії державного управління при Президентові України; державне управління, магістр державного управління; 2009 рік — Класичний приватний університет; прикладна економіка, магістр з прикладної економіки.

## Професійна діяльність
У період з 1993 до 2003 року працював лікарем Інституту терапії АМН України, м. Харків, а також на різних посадах у сфері охорони здоров’я. З 2003 року працює в системі підготовки професійних управлінських кадрів для органів виконавчої влади та місцевого самоврядування на посадах доцента, професора, завідуючого кафедрою, заступника директора з наукової роботи, а з 2015 року — перший заступник директора Харківського регіонального інституту державного управління Національної академії державного управління при Президентові України  м. Харків, координує	науково-освітню діяльність, підготовку державно-управлінських кадрів вищої кваліфікації, а також міжнародне співробітництво. Голова спеціалізованої вченої ради із захисту дисертацій на здобуття наукового ступеня доктора наук з державного управління.

## Досягнення
Дмитро Карамишев є одним із розробників Галузевого стандарту вищої освіти, освітньо—професійних програм підготовки спеціаліста i магістра галузі знань «Менеджмент i адміністрування».  Був головою робочої групи Національної академії державного управління при Президентові України із розробки паспорту спеціальності 25.00.02 - «механізми державного управління», членом фахової експертної ради з державного управління Державної акредитаційної комісії МОН України.
Уперше в науковій практиці запропонував авторський підхід до комплексної оцінки та вимірювання збалансованого розвитку країн – членів Організації економічного співробітництва та розвитку (ОЕСР) на основі  агрегованого показника - інтегрованого індексу глобального розвитку. Увів у науковий обіг та довів можливості використання на практиці Глобального Індексу  GI-10  як індикатора глобального розвитку на прикладі країн ОЕСР, виходячи із співвідношення суспільно-політичної, соціо-гуманітарної та економіко-технологічної складової для досягнення відповідних узгоджених глобальних цілей на основі спільних цінностей.
Автор понад 250 наукових публікацій та навчально-методичних праць, автор трьох державних патентів України на винахід, двох одноосібних монографій, 24 навчальних посібників, три з яких мають гриф Міністерства освіти i науки України.

## Наукові публікації
Дмитро Карамишев опубліковав понад 250 наукових публікацій та навчально-методичних праць, 8 монографій, 24 навчальних посібника. 

### Серед основних наукових публікацій
- Концепція інноваційних перетворень: міжгалузевий підхід до реформування системи охорони здоров’я (державно-управлінські аспекти)[5].
- Стратегічне управління інноваційними процесами в системі охорони здоров’я: державні механізми[6].
- Державне управління охороною здоров’я в Україні: генеза і перспективи розвитку[7].
- Державна політика у сфері охорони здоров’я[8].
- Теоретико-методичні засади забезпечення якості освіти: монографія[9]
- Карамишев Д.В. Реалізація державної соціальної політики сталого розвитку регіону органами публічної влади України[10].
- Поради керівнику[11].
- Karamyshev, Dmytro V. GLOBAL DEVELOPMENT INDEX AS INDICATOR OF GLOBAL GOVERNANCE:INTEGRATED ASSESSMENT OF OECD MEMBER COUNTRIES DEVELOPMENT[12].
- Karamyshev Dmytro V. Integrated Assessment of Oecd Member Countries Global Development in the Context of Global Governance[13].